# Hyles costata
Hyles costata är en fjärilsart som beskrevs av Alexander von Nordmann 1851. Hyles costata ingår i släktet Hyles och familjen svärmare. Inga underarter finns listade i Catalogue of Life.